# فیلمبرداری در پالرمو
فیلمبرداری در پالرمو (به انگلیسی: Palermo Shooting) فیلمی در ژانر درام به کارگردانی ویم وندرس محصول سال ۲۰۰۸ است. در این فیلم بازیگرانی مثل کمپینو و اینگا بوش بازی کرده‌اند.